# フェルディナンド・ベルトーニ
フェルディナンド・ベルトーニ（Ferdinando Bertoni, 1725年8月15日 - 1813年12月1日）は、イタリアの作曲家、オルガニスト。

## 生涯
ベルトーニはイタリア、サロに生まれ、その地からさほど離れないブレシアで音楽を学び始めた。1740年頃、彼はボローニャに向かい、そこで著名な音楽理論家であったジョヴァンニ・マルティーニの下、1745年まで研鑽を積む。その後ベネチアに移った彼は、1752年にサン・マルコ寺院の初代オルガニストに任命される。1755年から1777年には、同じくベネチアのOspedale dei Mendicantiで合唱指揮者を務める。1778年から1783年の間はロンドンにおり、キングズ・シアターでオペラを作曲した。1784年にベネチアに戻った彼は、1785年にバルダッサーレ・ガルッピからサン・マルコ寺院の楽長を引き継ぎ、1808年に引退するまでこの職にとどまった。ベルトーニはデゼンツァーノ・デル・ガルダで没した。
ベルトーニは精力的に教会音楽を作曲し、また70作のオペラを作曲したが、今日では忘れられている。例外は「オルフェオ Orfeo」（ベネチア、テオトロ・サン・ベネデット、1776年）で、これはクリストフ・ヴィリバルト・グルックが「オルフェオとエウリディーチェ」に用いたのと同じラニエーリ・デ・カルツァビージによるリブレットを用いた作品である。ベルトーニは、特にこの作品を友人のカストラート歌手ガエターノ・グアダーニのために作曲しており、彼はオルフェオ役を演じることになる（彼はグルックの作品でも同名の役を演じている）。ベルトーニはグルックの改革を普段から無視しており、古風なオペラ・セリアの形式でこの作品を作曲した。ベルトーニは少なくとも200曲の宗教音楽を作曲しており（約50曲のオラトリオなど）、カンタータ、器楽曲、室内楽曲にも作品を遺している。